# Catocala grisatra
Catocala grisatra là một loài bướm đêm thuộc họ Erebidae. Nó được tìm thấy ở coastal plain ở Bladen County, North Carolina, phía nam qua Georgia tới Florida.
Sải cánh dài 48–55 mm. Con trưởng thành bay từ tháng 5 đến tháng 6. Có một lứa một năm.
Ấu trùng ăn Crataegus.